# Ніч у Луцькому замку
«Ніч у Лу́цькому за́мку» — щорічний мистецький фестиваль на території історико-культурного заповідника «Старий Луцьк», що відбувається в останній тиждень червня — перший тиждень липня. Вперше фестиваль відбувся в 2007 році, здобувши популярність та міжнародне визнання. Його проведення відіграло суттєву роль під час прийняття рішення щодо визначення Луцького замку переможцем у Всеукраїнській акції «7 чудес України». Проект було визнано найкращим у рейтингу серед мистецьких подій Волині та внесено до списку 100 найкращих подій для туріндустрії України 2012 року, що підтверджено відповідним сертифікатом. Перемога в рейтинговій акції «Людина року Волинського краю-2010» у номінації «Подія року» стала свідченням популярності заходу серед волинян. Організаційно-мистецький рівень проекту високо оцінений експертами з питань культурної політики Ради Європи.
Складовою частиною арт-шоу «Ніч у Луцькому замку» є імпровізовані лицарські бої та середньовічні розваги, театралізовані дійства, виступи місцевих та запрошених гуртів і театрів, майстер-класи народних майстрів з гончарства, лозоплетіння, соломоплетіння, флористики та ковальства, дегустація та приготування національних страв.

## Історія

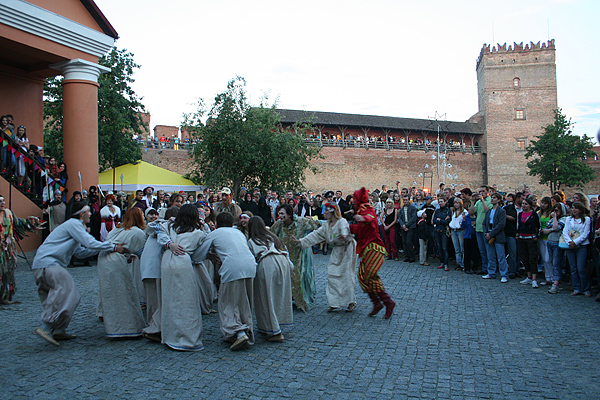
Театралізоване дійство на початку фестивалю 2008 року.

### 2007
Вперше фестиваль відбувся в ніч з 5 на 6 жовтня 2007 року в рамках Київського кінофестивалю «Відкрита ніч». Організатором виступила Луцька міська рада. Основним акцентом заходу був кінематограф. Під час дійства, яке тривало майже до шостої ранку, демонстрували фільми відомих українських кіномитців, зокрема, Михайла Іллєнка, Сергія Михальчука та Олеся Саніна, а також аматорські кінострічки.
Програма арт-шоу «Ніч у Луцькому замку — 2007»:
- вогняне шоу;
- подорож підземеллями Старого Луцька;
- огляд нічного міста з висоти В'їзної (Соколиної) та Владичої веж;
- демонстрація фільмів українських кіномитців, зокрема, Михайла Іллєнка, Сергія Михальчука та Олеся Саніна;
- показ авторської колекції одягу Н. Градиської «Подих середньовіччя»;
- вистава львівського вуличного театру на ходулях «Воскресіння»;
- концерти середньовічної та сучасної музики у виконанні ансамблів «Львівські менестрелі» та луцьких й рівненських гуртів «Резус-блюз», «Аут-край», «Джаі Ра[1]».

### 2008
Основний акцент заходу — авторська пісня та співана поезія. Арт-шоу «Ніч у Луцькому замку-2008»& стало лауреатом загальнонаціональної програми «Людина року Волинського краю 2008» в номінації «Подія року»
Програма арт-шоу «Ніч у Луцькому замку — 2008»:
- біля входу до замку гостей зустрічав театр живих скульптур арт-студії «ГаРмИдЕр»;
- театралізоване дійство «Ярмарок у Любарта», під час якого князь разом із підданими танцював під середньовічну музику;
- виступи Юрія Поліщука, Наталки Криничанки, Юрія Смика, Сергія Мороза та Ігора Якубовського, Яна Кондратюка (Польща), Сергія Шишкіна, Лукаша Ємйола (Польща) та Віктора Пашника;
- вогняне шоу «Магічні світлячки замку» у виконанні акторів на ходулях із львівського театру «Воскресіння»;
- демонстрація кінострічок «Луцьк і його герої» (режисер Олесь Санін, м. Луцьк), «Пересохла земля» (режисер Тарас Томенко, м. Київ), «Злидні» (режисер Степан Коваль, м. Київ);
- виступ білоруського гурту «Стары Ольса», що виконує музику часів середньовіччя та ренесансу. У репертуарі музикантів є пісні, присвячені князю Вітовту та луцькому з'їзду європейських монархів, які виконуються під супровід стародавніх білоруських та європейських інструментів: волинки, гусел, ліри, лютні, флейти. Доповнював виступ гурту театр «Яварина» вогняними трюками.
- виступ гурту «Гайдамаки» та гурту «В. О. Д. А.»[1].

### 2009

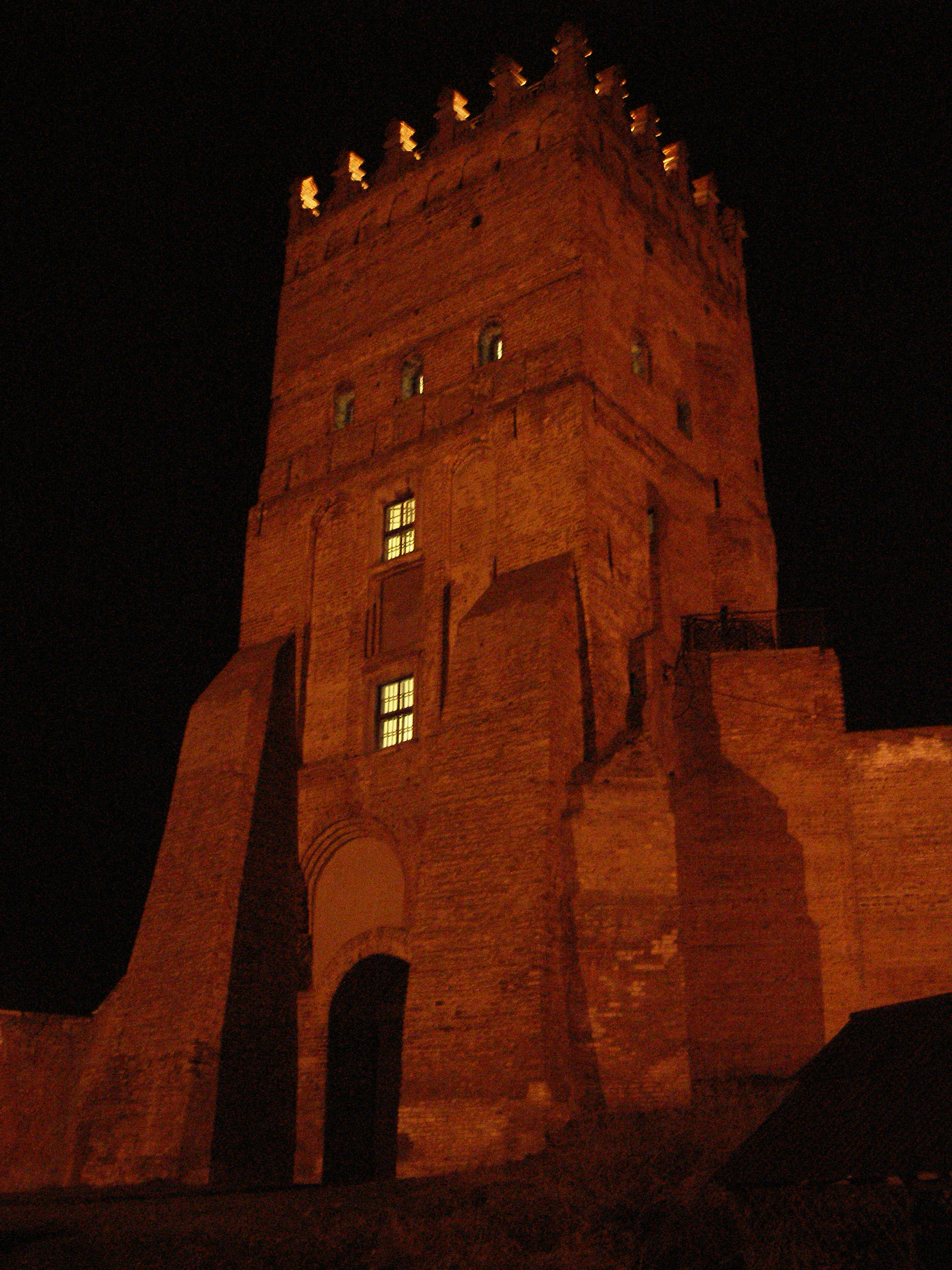
В'їзна вежа вночі

«Ніч у Луцькому замку — 2009» була приурочена до визначної історичної події — 580-ї річниці з'їзду монархів європейських країн. Метою заходу називалася популяризація історико-культурної спадщини, що є потенційним ресурсом для розвитку внутрішнього та міжнародного культурного туризму в Україні, сучасного і традиційного мистецтва, активізація міжкультурного діалогу мистецької еліти України і зарубіжжя, промоція Луцька, як культурно-туристичного центру Волинського регіону, створення середовища для креативного відпочинку молоді. Основним акцентом заходу був український театр. «Ніч у Луцькому замку-2009» стала рекордною за кількістю відвідувачів.
Програма арт-шоу «Ніч у Луцькому замку — 2009»:
- театр «живих скульптур» (Євпаторія);
- театр давньої музики «Хорея Козацька» (Київ). Запис їхнього виступу згодом випустили на компакт-диску під назвою «Рицер Смілостю Упоєнний»[1];
- театр старовинного танцю «Джойссанс» (Київ);
- театр вогню «Проти ночі» (Київ);
- театр моди, колекція «Лісова пісня» А.Дідух (Луцьк);
- виступи гуртів старовинної музики «Рун» (Київ), фольклорного гурту «Чачка» (Луцьк)
- луцькі клуби історичної реконструкції — «Аквітанія» та «Святий Грааль»
- містерія «З'їзд монархів» у виконанні Волинського академічного обласного українського академічного музичного-драматичного театру ім. Т. Г. Шевченка
- заключний виступ Святослава Вакарчука з музичним проектом «Вночі» за участю гурту «Океан Ельзи» (Київ)[1].

### 2010
У 2010 році «Ніч у Луцькому замку» була присвячена 925-й річниці першої згадки Луцька. Фестиваль акцентувався на етно-фолку, театралізованому відтворенню елементів княжої доби, купальських традицій.
Програма арт-шоу «Ніч у Луцькому замку — 2010»:
- виступ музичних гуртів «Львівські менестрелі», «Testamentum Terrae» (Білорусь) та «Dark Patrick» (Англія);
- дійство «Запалення вогню Луцького замку»;
- перегляд короткометражних кінофільмів, присвячених історії українських міст;
- вистава трипільської доби «Андрогін» Києво-Могилянського театрального центру «Пасіка»;
- вогняне шоу театру «К. О. Т.» (Київ);
- виступ гуртів «Воплі Відоплясова» та «Перкалаба»[1].

### 2011

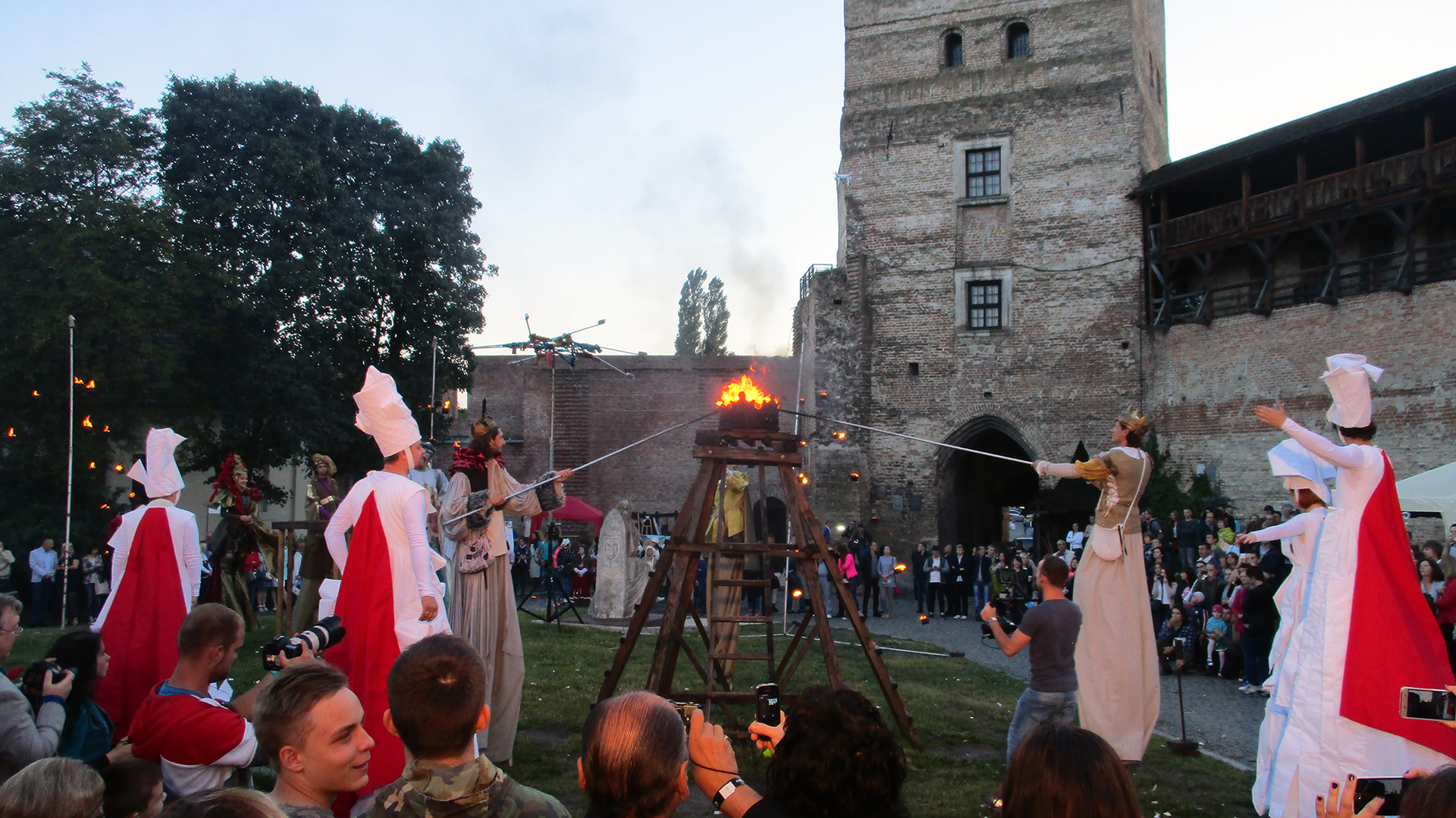
Запалення символічної князівської корони, яким відкривається арт-фестиваль.

Відкриття дійства розпочалося з символічного запалювання вогню у металевій короні князя Вітовта, яке стало традиційним в наступні роки.
Програма арт-шоу «Ніч у Луцькому замку — 2011»:
- театралізована екскурсія «Лабіринтами століть» у підземеллі. Зокрема, під час дійства волинські актори розповідали історію соборної церкви Іоанна Богослова, що стояла на території замку, демонстрували церковні пісне співи;
- ярмарок ремесел, в якому взяли участь 40 майстрів народної творчості, які демонстрували вироби зі скла, тканини, шкіри, зелені, металу та глини;
- театри вогню «Танець світлячків» (Полтава) та «Вольфарм» (Євпаторія);
- театр на ходулях «Шоу велетнів» (Євпаторія);
- піскова анімація від Дарії Пушанкіної (Харків) під музику гурту «Подих сонця» (Луцьк);
- фольк-музика від гуртів «Стары Ольса» (Білорусь), «Kings & Beggars» (Львів) та «Rock-H» (Мукачево);
- придворний балет «Craovia Danza» (Польща) й ансамбль середньовічного танцю «Пантера» (Львів)
- виступ фолк-рок-етно гурту з Молдови «Zdob şi Zdub»[1].

### 2012
Захід відвідало понад 2 тисячі гостей, при тому, що всі квитки було розкуплено до його початку. Усі кошти, отримані від продажу квитків, перераховували на допомогу постраждалим від обвалу будинку, що відбувся 10 червня 2012 р. за адресою вул. Рівненська, 109.
Програма арт-шоу «Ніч у Луцькому замку — 2012»:
- придворні ігрища від акторів львівського театру «Воскресіння»;
- театр танцю «Алентрада» (Київ);
- лицарські бої від клубів історичної реконструкції «Аквітанія» (Луцьк) та «Viduramziai» (Литва);
- частування стравами за давніми рецептами у середньовічній таверні «Веселий бурдюк»;
- театр вогню «Maxatma» (Дніпропетровськ), «Viduramziai» (Литва);
- виступ музичних гуртів — «Mare Temporis» (Угорщина), що виконували середньовічну музику, у тому числі пісні давніми зниклими мовами, ансамбль «Tryzna» (Польща), «Bakchus» (Чехія), етно-формація «Troitsa» (Білорусь), «Mgzavrebi» (Грузія);
- виступ Руслани[1].

### 2013

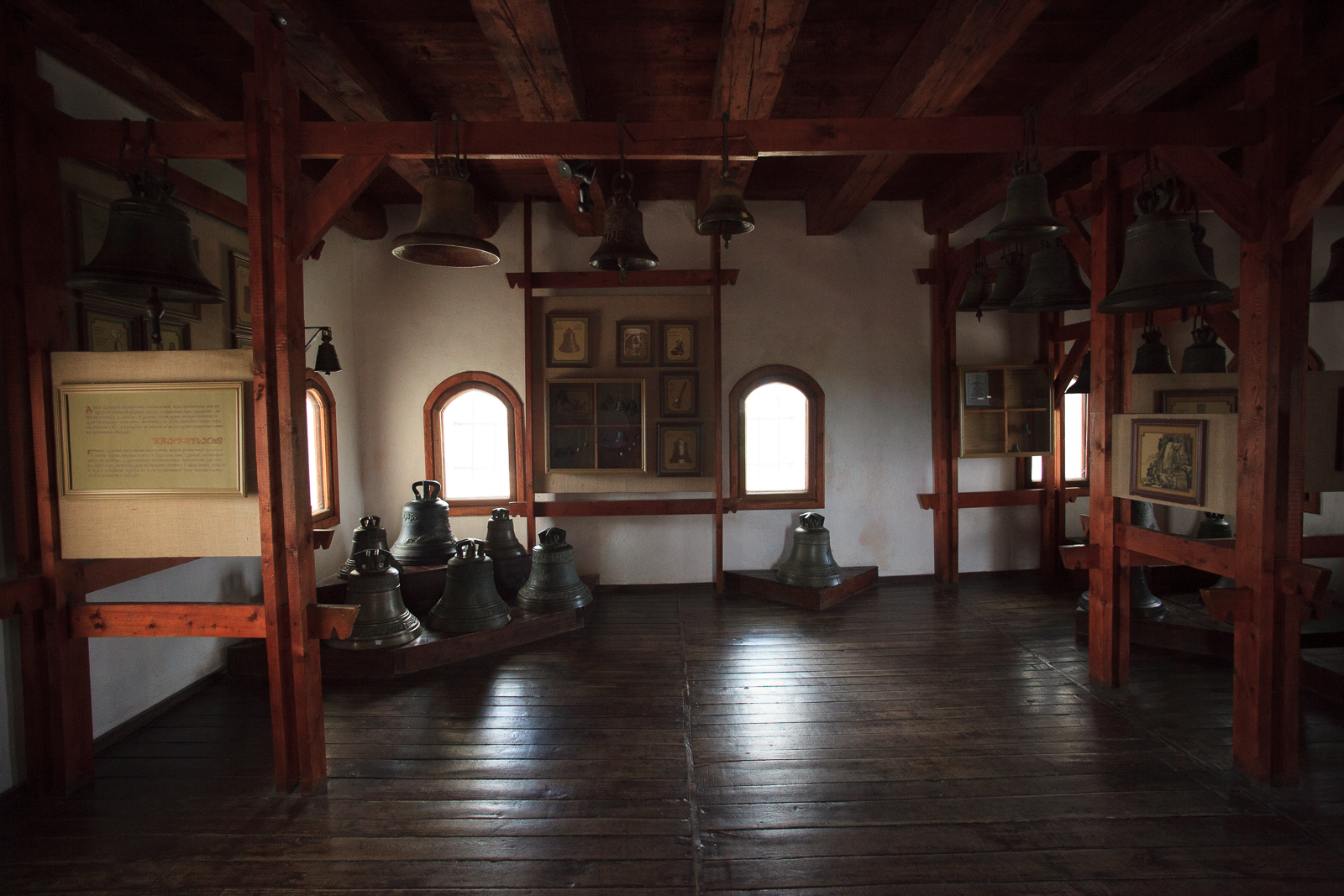
Впродовж фестивалю відвідувачі можуть оглянути виставки старовини на території замку.

Захід відбувався з 29 на 30 червня, його відвідало близько 3 тисяч гостей. Організувати свято фінансового допомогли численні спонсори, тому міського бюджету не було витрачено.
Програма арт-шоу «Ніч у Луцькому замку — 2013»:
- театри стародавнього танцю «Belriguardo» (Польща) та «Джойссанс» (Київ);
- гурти «Irdorath» (Білорусь), «Zalvarinis» (Литва), «Euphorica» (Чехія);
- лицарські бої, які демонструвати учасники клубів історичної реконструкції «Паладін» (Львів), «Аквітанія» і «Лучеськ» (Луцьк);
- виступи із вогнем від театру вогню «К. О. Т.» (Київ);
- 3D-відеоінсталяція «Містерія часу» на В'їзній вежі Луцького замку;
- виступ Ніно_Катамадзе та гурту Insight (Грузія)[1][2][3].

### 2014—2015
У 2014 році арт-шоу «Ніч у Луцькому замку» планувалося на 28 червня, але було скасоване через суспільно-політичну ситуацію в Україні. Наступного року його також не відбувалося.

### 2016
Цього року фестиваль було відновлено, відбувався в ніч з 2 на 3 липня. Спрямування фестивалю було змінено, «Ніч у Луцькому замку — 2016» поєднувала тематику як минуло, так і майбутнього та містики. Фестиваль отримав новий логотип — стилізований план Луцького замку. Відновлений захід відвідало 2023 людини. Згідно з даними, оприлюдненими на прес-конференції, організація святкового дійства коштувала 660 тисяч гривень.
Програма арт-шоу «Ніч у Луцькому замку — 2016»:
- вистава «Підкова на щастя» від Волинського обласного академічного театру ляльок;
- театралізоване відкриття «Послання з Міжчасся», відкриття скульптури-інсталяції «Казкова істота Луцького замку», створеної зусиллями відвідувачів;
- виступ польського гурту «Yonati»;
- виступ львівського гурту «Оленки»;
- сюрреалістична казка «Метаморфози» від шоу-проекту «Бармаглот» (Білорусь);
- театрально-джазовий перформанс «По білому» від театру «ГаРмИдЕр» та гурту «J.A.Y.a.H»;
- містерія «Вогняна сторожа» (театр вогню «Fire Dance» за участі театру «ГаРмИдЕр»);
- лазерне шоу «Прибульці» від шоу-проекту «Бармаглот» (Білорусь);
- гурт «АССА» (Київ) за участі шоу-балету «Fly» (Луцьк);
- перформанс «Містичні історії Луцького замку» від театру «ГаРмИдЕр», за участі каліграфа Кирила Ткачова та «Рукотворів Волині»;
- гурт «LUIKU»;
- перформанс-інсталяція «Color point» від театру «ГаРмИдЕр» і гурту «Дайте спокій»;
- гурт «The HARDKISS»;
- dj KindofZero feat фолк-гурт «Марвінок» (Львів)[5][6].

### 2017

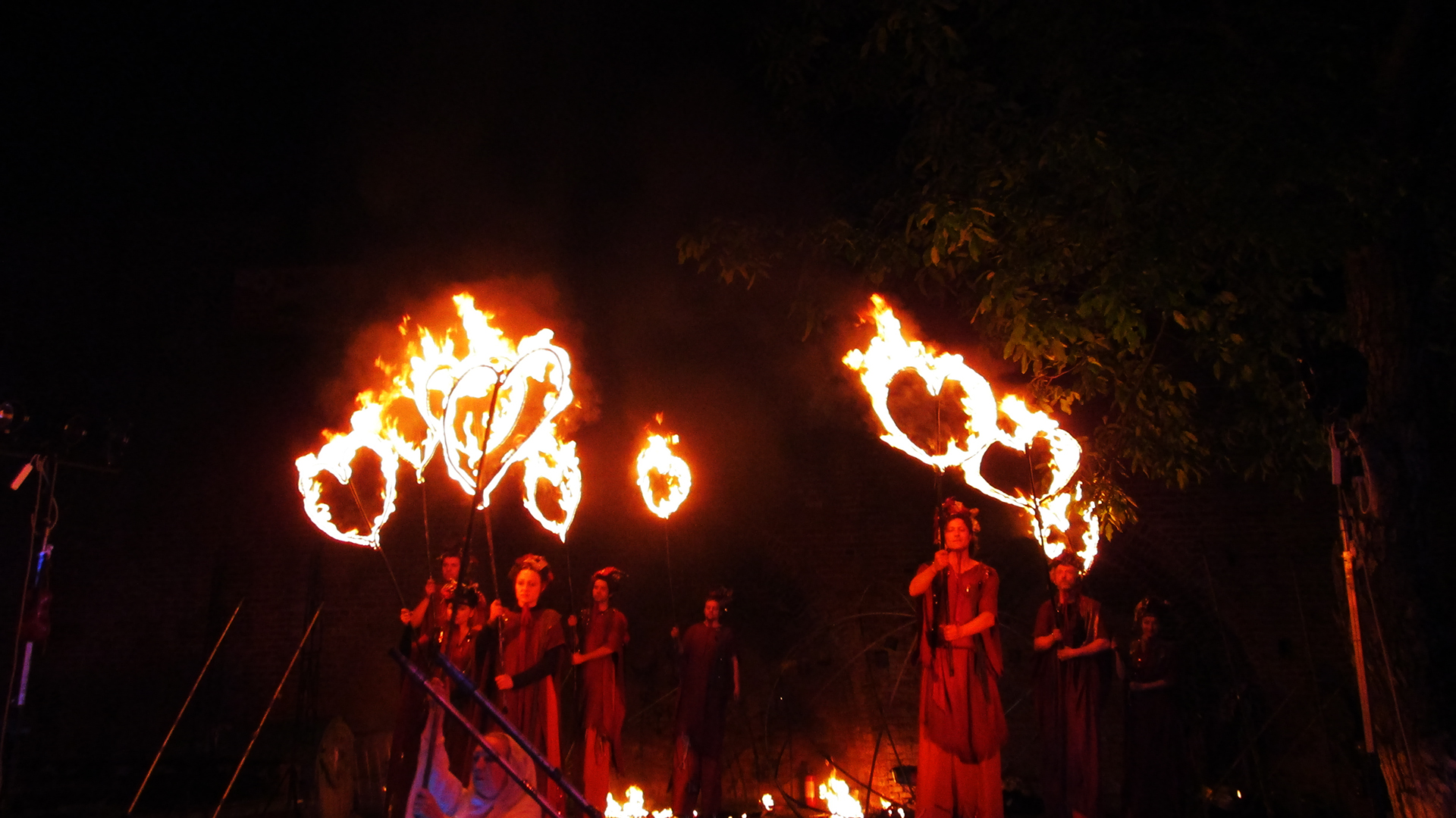
Вистава на «Ночі в Луцькому замку — 2017».

Дійство відбувалося в ніч з 1 на 2 липня. «Ніч у Луцькому замку — 2017» стала благодійною, виручені кошти спрямувалися на допомогу дитячій поліклініці Луцька. Логотипом з цього року слугувала В'їзна вежа всередині місячного серпа.
Програма арт-шоу «Ніч у Луцькому замку — 2017»:
- театралізоване дійство «Саміт у Луцьку», церемоніал «Вогонь Луцького замку»;
- гала-опера (Україна, Австрія, Румунія, Італія, Польща, Чехія, Данія);
- театр «Воскресіння» з виставою «Глорія» (Україна);
- Київ модерн-балет Раду Поклітару з виставою «Дощ» (Україна);
- шоу «Molecole» — балерина на повітряних кулях (Італія);
- вистава французького вуличного театру «Remue Menage» (Франція);
- піаніст-віртуоз Євген Хмара (Україна);
- музичний сет «La Festa electric opera» (Україна)[7][8].

### 2018
Цього року фестиваль планувався на ніч з 30 червня на 1 липня, але був перенесений на 8-9 вересня на День міста Луцька. Під час фестивалю відбувалися театралізовані екскурсії «Сходження до світла» (у залишках церкви Іоана Богослова) та «Легенди Луцького замку» (на В'їзній вежі замку).
Програма арт-шоу «Ніч у Луцькому замку — 2018»:
- театралізоване дійство «SUMMIT у Луцьку», церемоніали «Вогонь Луцького замку» та «Гостини у Княжому граді»;
- оркестр «Harmonia Nobile»;
- квартет тенорів «Tenors Belcanto»;
- оркестр LUMOS Orchestra з програмою «Гра престолів»;
- балет «Paquita»;
- перформанс «Світло ночі»;
- 3D-мапінг на В'їзній вежі замку «Вартові часу»;
- арт-інсталяція «Воскресіння»;
- гурт «ONUKA» з презентацією альбому «MOZAIKA»[10].

### 2019
Відбувався 7-8 вересня, почавшись у День міста. Кошти було спрямовано на реставрацію церкви Іоана Богослова, залишки якої знаходяться на території замку.
Програма арт-шоу «Ніч у Луцькому замку — 2019»:
- театралізоване дійство «Саміт у Луцьку»;
- театр історичного танцю «Джойссанс» (Київ);
- театр стародавнього танцю «Belriguardo» (Польща);
- караїмський ансамбль танцю «Birlik» (Литва);
- гурт середньовічної музики «Holloenek Hungarica» (Угорщина);
- гурт середньовічної музики «Irdorath» (Білорусь)[11].

### 2020
Фестиваль 2020 року було скасовано через пандемію COVID-19. Проведення перенесено на 2021 рік.